# Григорий III (герцог Неаполя)
Григо́рий III (итал. Gregorio III Napoli; умер в 870) — герцог Неаполя в 864—870 годах, до этого соправитель отца Сергия I в 850—864 годах. Первый из неаполитанских герцогов, занявший трон по праву наследования.

## Биография

### Правление
В 859 году Григорий совместно с братом Цезарием командовал объединённой армией Неаполя, Гаэты и Амальфи, осаждавшей Капую. Сын князя Капуи нанёс неаполитанской армии поражение в сражении на мосту Теодемонда, и Цезарий попал в плен. Битва произошла 8 мая в день Архангела Михаила, которого итальянские лангобарды считали своим покровителем.
Став герцогом, Григорий III продолжал политику отца, умело лавируя между Западной и Восточной империями. В 866 году Григорий сопровождал Людовика II в походе против Капуи, а в следующем 867 году признал себя вассалом византийского императора Василия I. С 867 года неаполитанские монеты стали вновь чеканиться с портретом византийского императора.
В январе 870 года Григорий III тяжело заболел и передал власть старшему сыну Сергию II, а в марте того же года скончался.

### Дети
- Сергий II — герцог Неаполя в 870—877 годах
- Афанасий (умер в 898) — епископ Неаполя (Афанасий II) и герцог Неаполя в 878—898 годах
- Стефан III — епископ Неаполя с 898 года